# گوییدو فوبینی
گوییدو فوبینی (به ایتالیایی: Guido Fubini) (زاده ۱۹ ژانویه ۱۸۷۹ در ونیز -درگذشته ۶ ژوئن ۱۹۴۳ در نیویورک) ریاضیدان اهل ایتالیا بود.

## زندگی و کارنامه
او فرزند یک ریاضیدان و از خاواده ای یهودی بود و در ونیز به مدرسه رفت. سپس از سال ۱۸۹۶ در مدرسه عالی نرمال پیزا زیر نظر استادانی چون اولیسه دینی و لوییجی بیانکی به تحصیل پرداخت و در سال ۱۹۰۰ با تزی درباره موازیهای کلیفورد در فضاهای بیضوی تحت سرپرستی همین دو درجه دکتری را دریافت کرد. سپس به تدریس در دانشگاه کاتانیا و کمی بعد در دانشگاه جنووا پرداخت. از سال ۱۹۰۸ در تورین هم در دانشگاه و هم در پلی تکنیک تدریس می کرد و در سال ۱۹۳۹ به دلیل نسب یهودیش - که در حکومت موسولینی، استادان دانشگاه را مجبور به استعفا میکرد- به همراه خانواده ناچار به ترک ایتالیا و فرار به آمریکا شد. از جمله دلایل ترک ایتالیا آینده دو پسرش بود که مهندس و فیزیکدان بودند. بدینگونه فوبینی دعوت موسسه پژوهشهای عالی پرینستون را پذیرفت و از سال ۱۹۳۹ در این موسسه به پژوهش و تدریس سرگرم شد اما سلامتیش پس از مدتی به دلیل بیماری قلبی رو به وخامت گذاشت و او چهار سال بعد در نیویورک درگذشت.
فوبینی، به عنوان ریاضیدان، نخست به هندسه دیفرانسیل تصویری پرداخت و سپس به شاخه های بسیاری از آنالیز، همچون آنالیز تابعی و حساب انتگرال پرداخت که در آن قضیه ای را که امروزه به نام قضیه فوبینی شناخته میشود به اثبات رساند. او همچنین به نظریه گروهها و فیزیک ریاضی نیز پرداخت. بویژه در هنگامه جنگ جهانی یکم که او در رسته توپخانه بود و در باره کاربردهای نظامی ریاضیات پژوهش می کرد.